# 다비드 카르도주
데이비드 후이 드 콩 카르도주(David Rui de Kong Cardoso,1994년 12월 13일 ~)는 마카오의 축구 선수로 포지션은 미드필더이다.